# 北极苹果
北极苹果（英語：Arctic apples）是指通过生物技术改良后拥有防褐变特性的一类苹果品种。与普通苹果不同的是，当切开或者磕碰等造成机械损伤后，北极苹果的果肉不易变色。北极苹果由欧肯纳根特色水果公司（Okanagan Specialty Fruits Inc.）使用基因工程技术研发，公司的研究人员运用了基因靜默的方式抑制多酚氧化酶的表达，从而达到了防止苹果褐变的目的。这是首个被批准上市的转基因苹果。与此同时，同样由基因技术改造的防褐变土豆Innate已获准在美国销售。美国食品药品监督管理局与加拿大食品检验局分别于2015年与2017年认定北极苹果的安全性与营养价值与传统苹果无异。

## 防褐变原理
北极苹果的研发依赖于RNA干扰（简称RNAi）技术。通过此方法，能够将导致氧化褐变的多酚氧化酶的表达量显著降低至原先的十分之一不到，但并不会改变苹果其他方面的特性。研究人员在苹果中转入能够抑制多酚氧化酶的基因序列以完成RNA干扰的过程。基因序列中的启动子与终止子用于驱动外源基因的表达，而其中的抗生素抗性标记基因NPTII（新霉素磷酸转移酶II）则能使植物组织对新霉素与卡那霉素产生抗性，以此来确认外源基因的转录是否成功。

## 监管与安全性
欧肯纳根特色水果公司分别向加拿大食品检验局、加拿大卫生部以及美国农业部下辖的动植物卫生检验署提出了审批请求。美方于2015年批准了“北极金”（Arctic Golden，GD743）与“北极青”（Arctic Granny，GS784）两个品种，后又于2016年批准了“北极富士”（Arctic Fuji，NF872）。加方同样于2015年批准了“北极金”与“北极青”，并于2018年批准了“北极富士”。
美国食品药品监督管理局认为对北极苹果的安全评估“确保了在其上市之间食品安全问题都已得到解决”，而加拿大政府则声明“经基因改造的‘北极苹果’对于人体、家畜与环境的安全影响与传统苹果无异”。

## 商业化
2017年底，不含防腐剂的袋装北极金苹果片开始上市销售。包装袋上印有北极苹果的雪花商标以及公司网站链接的二维码，以告知顾客北极苹果的安全性与防褐变特性。